# Czerwończyk uroczek
Czerwończyk uroczek (Lycaena tityrus, syn. Heodes tityrus) − gatunek motyla z rodziny modraszkowatych (Lycaenidae).

## Wygląd
Rozpiętość skrzydeł od 27 do 30 mm. Dymorfizm płciowy wyraźny.

## Siedlisko
Suche murawy, polany, ugory, przydroża, przytorza, wilgotniejsze kwieciste łąki, tereny ruderalne.

## Biologia i rozwój
Najczęściej wykształca dwa pokolenia w roku (maj-czerwiec, lipiec-sierpień) Na południu Polski często spotyka się trzecią generację (koniec sierpnia-wrzesień). Rośliny żywicielskie: szczaw polny i szczaw zwyczajny.

## Rozmieszczenie geograficzne
Gatunek zachodniopalearktyczny, w Polsce rozprzestrzeniony i pospolity, zwłaszcza na nizinach.

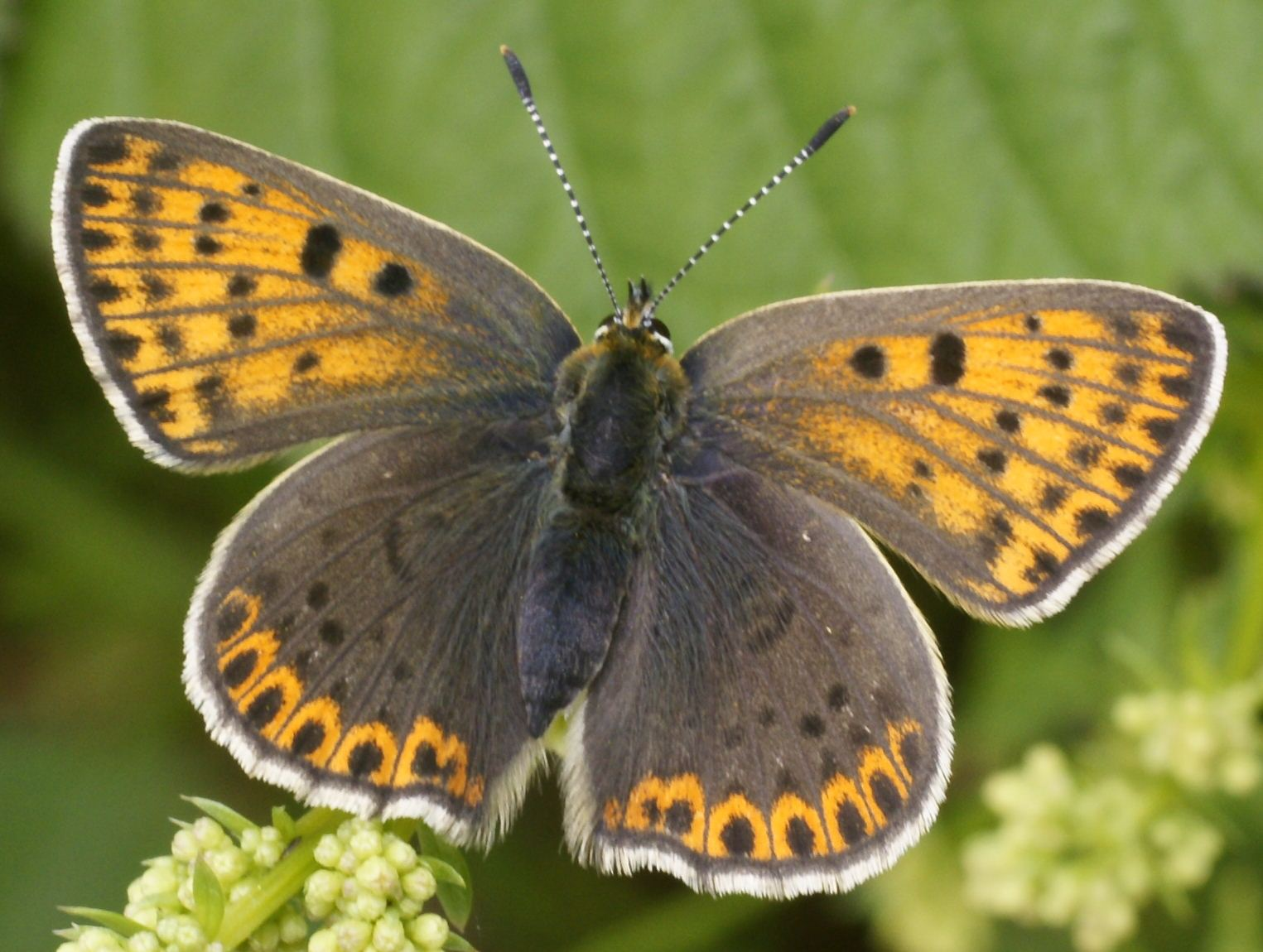
samica, forma jasna
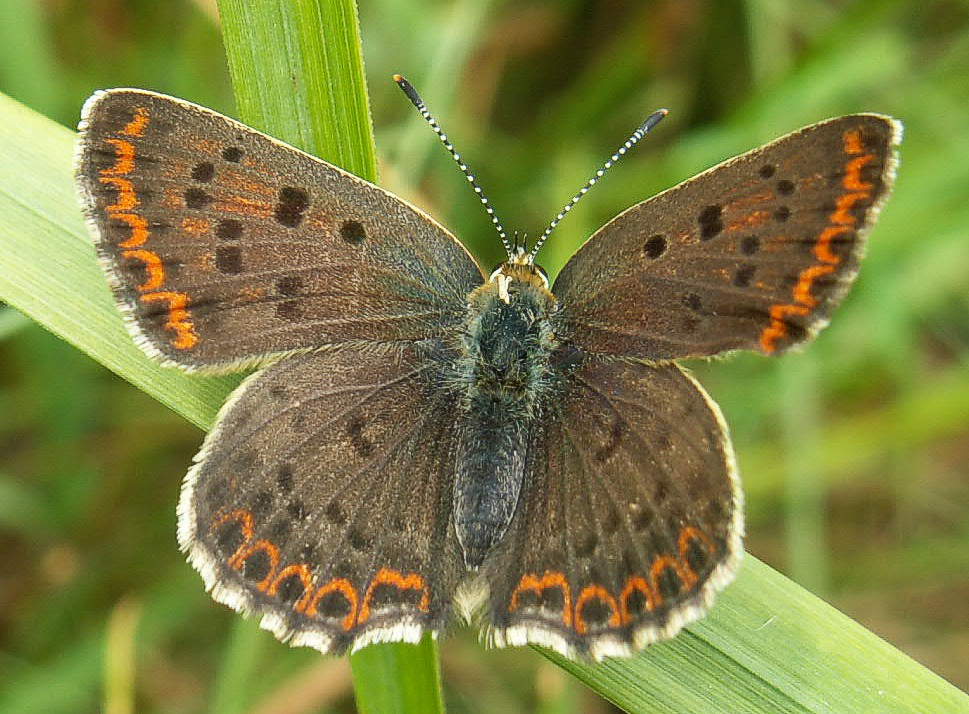
samica, forma ciemna
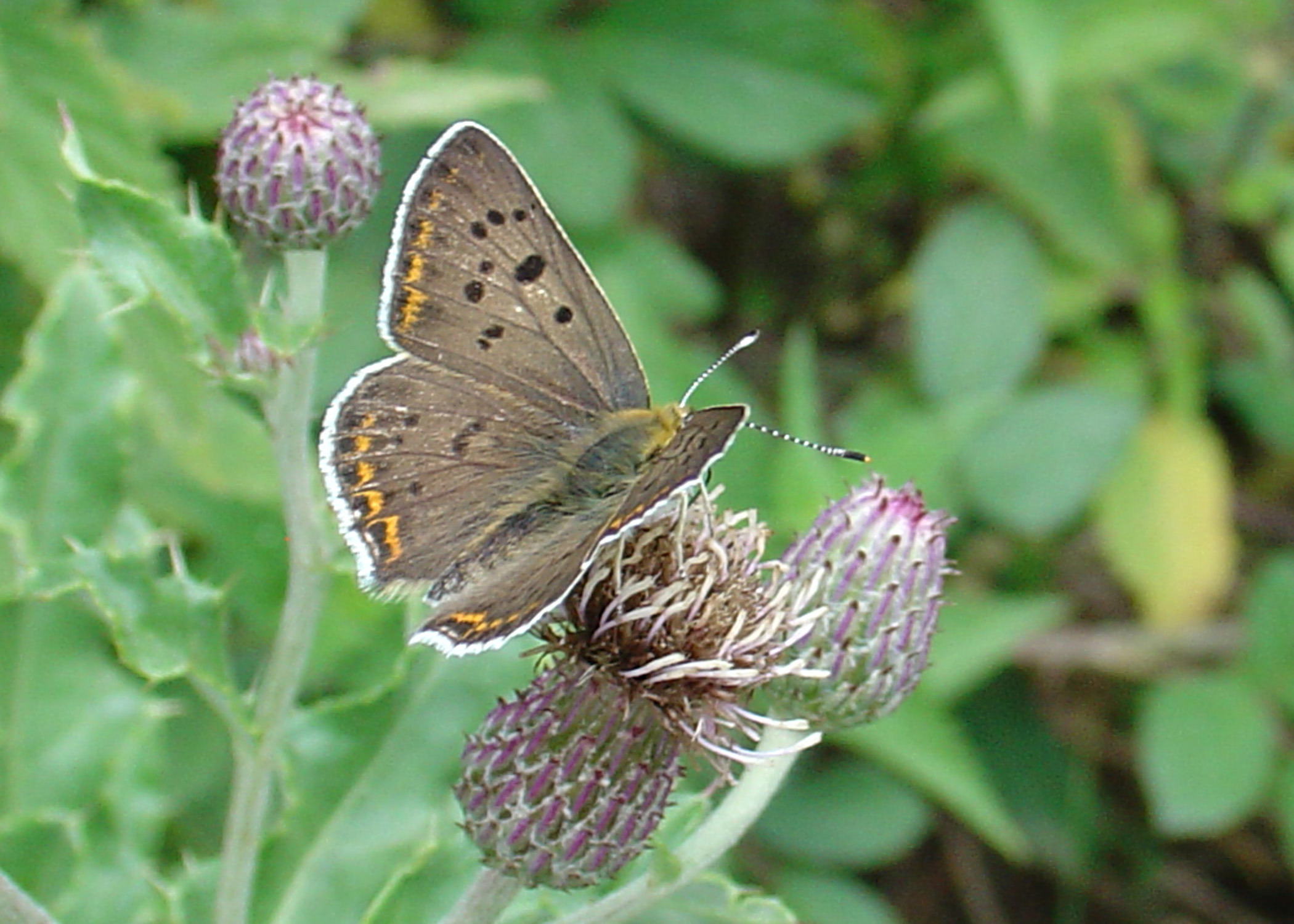
samiec
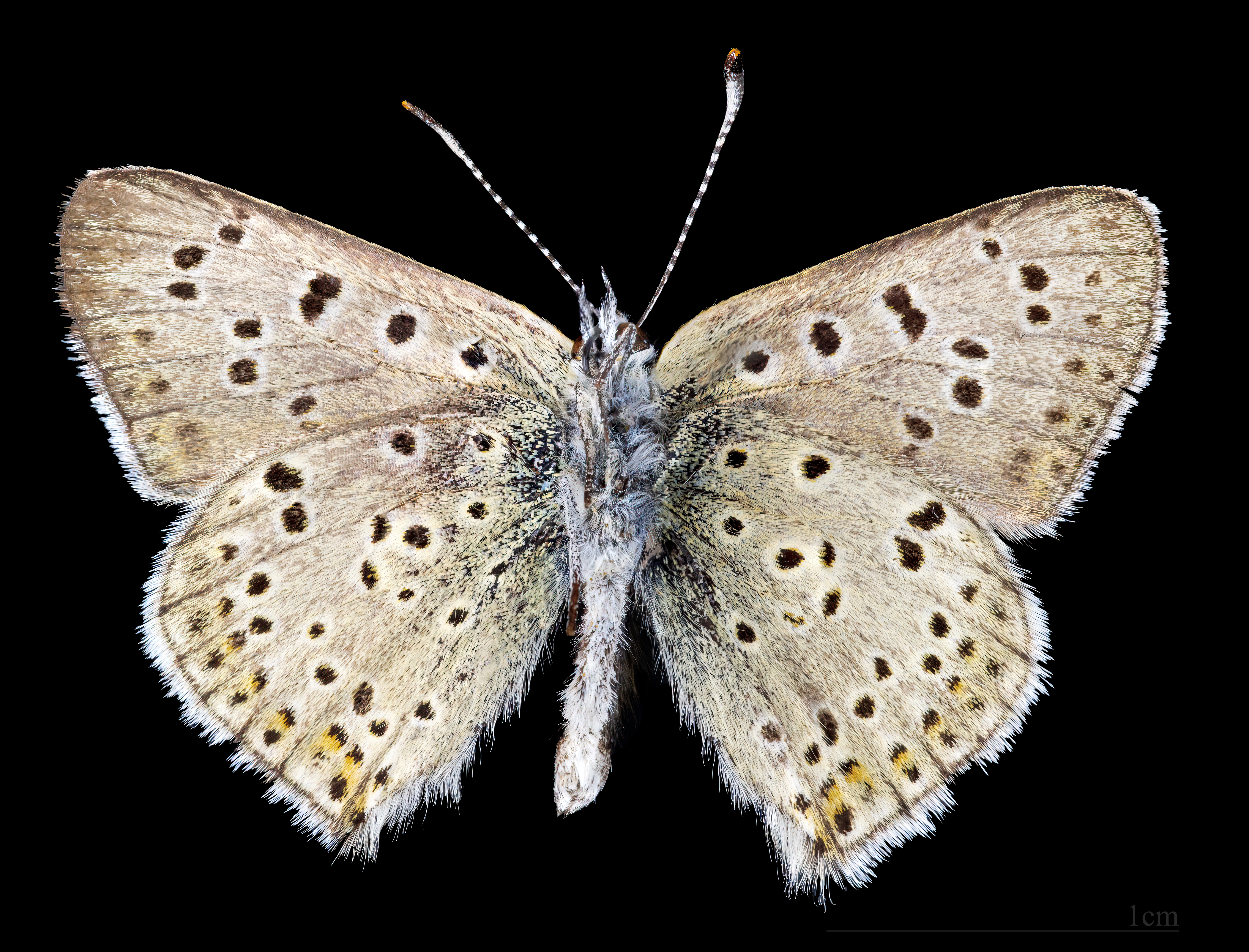
Lycaena tityrus ♀ △
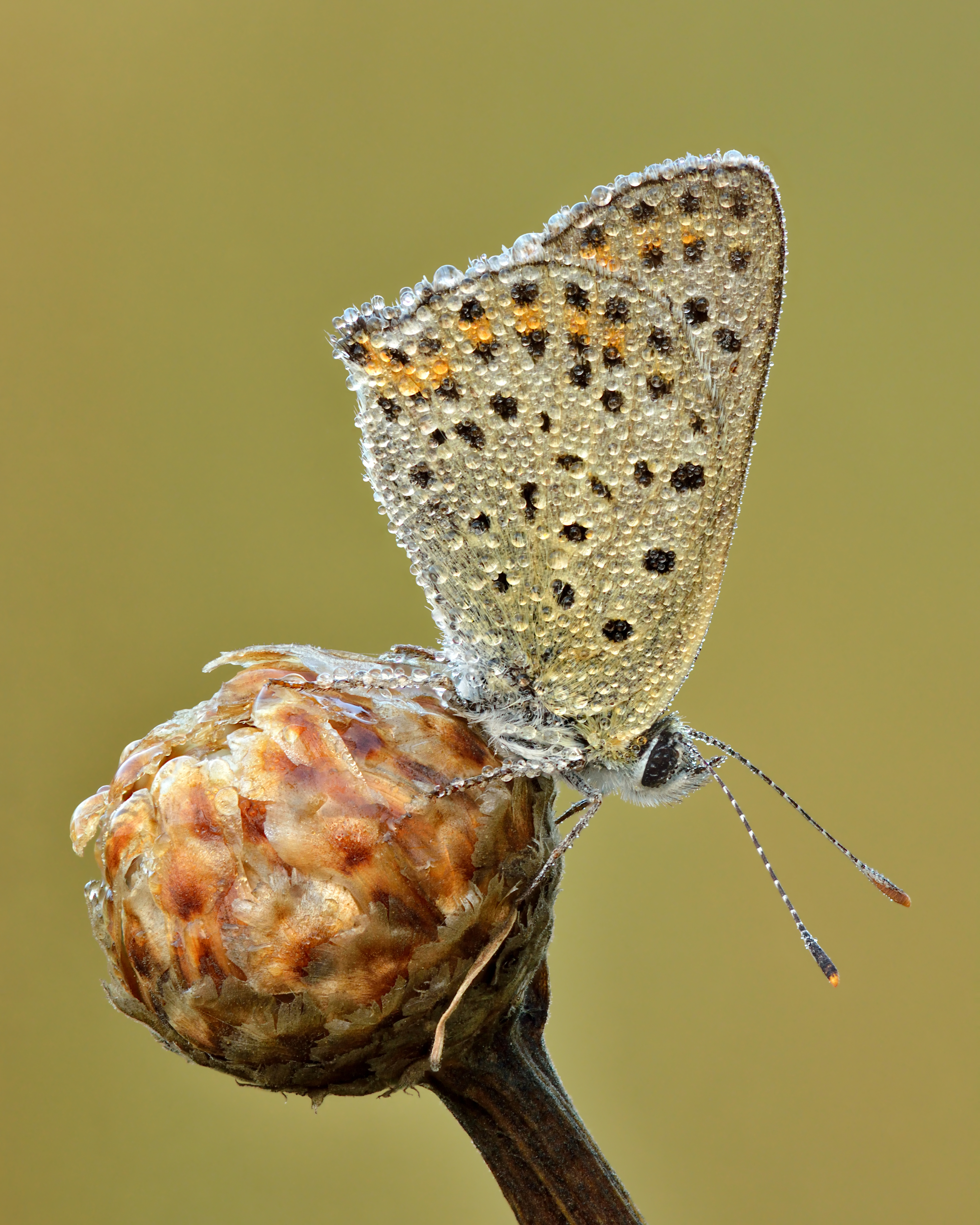